# نادي أمل سيدي بنور
نادي أمل سيدي بنور   هو نادٍ رياضي مغربي من مدينة سيدي بنور. تم إنشاؤه في سنة 2005 ضمن البطولة الشرفية - فرع دكالة وهو يمارس الآن في دوري الدرجة الرابعة المغربي. يشكل مع نادي فتح  سيدي بنور    قطبي كرة القدم في المدينة. ألوان الفريق هي الأخضر والأحمر